# Super Audio CD
Pour les articles homonymes, voir SACD.
Le Super Audio CD (SA-CD, anciennement SACD) est un support sonore numérique de type disque optique en lecture seule, faisant partie de l'audio haut de gamme et lancé en 1999. Sa résolution sonore est 64 fois supérieure à celle de son prédécesseur encore commercialisé, le disque compact. Il est disponible en format stéréo et/ou multicanal (jusqu'à six canaux 5.1).
Bien que ce format reprenne la galette CD, il a une capacité de stockage égale à celle du DVD, ainsi qu'une possibilité de combiner à sa technologie haute définition celle du CD standard. Le Super Audio CD (norme DSD 64) a 64 fois plus d'informations binaires inscrites qu'un disque compact standard. Sa qualité de fabrication est supérieure comparée à un simple CD.

## Histoire
Le Super Audio CD est conçu par Sony Corporation en association avec Philips, de la même façon que l'est le disque compact : experts en optique, les ingénieurs de Philips conçurent le support et la diode laser nécessaire à sa lecture en reprenant le standard DVD, tandis que le codage des données ainsi que l'électronique nécessaire à leur décodage furent à la charge des ingénieurs de Sony.
Sony est choisi comme détenteur de l'ensemble de la marque, et Philips propriétaire des brevets concernant le format et la marque. Sony cessa par ailleurs d'utiliser le sigle « SACD » au profit de « SA-CD » et « Super Audio CD » pour éviter la confusion avec la Société des auteurs et compositeurs dramatiques,.
Le projet voit le jour en 1994 avec pour objectif principal de surpasser le format Red Book (LPCM, Linear Pulse Code Modulation, également appelé PCM, Pulse Code Modulation) du disque compact en termes de définition sonore, aussi bien qu'actualiser le disque compact en termes de possibilités d'écoute (ajout de la spatialisation multicanale du son et possibilité de choisir entre celle-ci et l'écoute stéréophonique standard). Cette spatialisation multicanale était un enjeu à part entière, l'époque y étant propice comme les systèmes Hi-fi 5.1 étaient alors en plein essor commercial : le « son surround » séduisait grandement le public depuis sa généralisation dans les salles de cinéma deux ans auparavant, et devenait accessible au grand public tant financièrement que par sa disponibilité. Le son Dolby Digital, bien qu'étant un format de compression à pertes, connut un succès probant dès ses premières mises à l'essai sur les films Batman : Le Défi (été 1992) et Jurassic Park (été-automne 1993). Le format DVD apparut en concomitance et fut un écrasant succès commercial en matière de solution sonore multicanale domestique (« le son surround chez vous » en fut un des premiers slogans). Ces innovations furent le moteur de pensée pour la création d'un équivalent musical succédant au disque compact.
Toutefois, transcender le PCM exige une numérisation repensée, et donc un nouveau code. En circonvenant de multiples étapes du traitement numérique que l'on trouvait dans les lecteurs de disque compact telles l'interpolation et la conversion D/A ou numérique/analogique, le DSD est inventé. Ce dernier consiste en un flux quantifié sur un bit unique, faisant l'objet d'un simple transit par filtre passe-bas avant modulation Sigma-Delta directe, ce qui simplifie dans son entier le processus de conversion pour une altération du signal quasiment inexistante.
Afin de faciliter l'intégration commerciale du format, il est décidé qu'en plus de cette technique, le Super Audio CD serait hybridé avec le CD en adaptant la caractéristique multicouches du DVD sous la forme de « deux formats en un » : Super Audio CD et CD sur la même galette. Ainsi, un Super Audio CD hybride est lisible à la fois dans sa qualité haute sur une platine dédiée, mais aussi en tant que disque compact standard sur n'importe quelle platine CD du marché. Ces spécifications conduisent à la création du cahier des charges Scarlet Book, ajouté à la norme des Rainbow Books.
Le 6 avril 1999, le lancement du format est annoncé à la presse. Le premier lecteur de SA-CD commercialisé fut le Sony SCD-1 (lancé en mai 1999 pour un prix unitaire de 5 000 $,,,). C'est après les premières remasterisations que le 7 septembre 1999 le Super Audio CD fut lancé à hauteur de plusieurs centaines de titres fabriqués par les deux premières usines dédiées, implantées en Autriche et au Japon. Bien qu'il fût prévu que le Super Audio CD comporterait un aspect multicanal, ses premiers disques sortis entre 1999 et fin 2000 ne furent que stéréophoniques. Le tout premier Super Audio CD à la fois hybride, comprenant un programme stéréo et multicanal, Sacred Feast, une interprétation de Gaudeamus conduite par Paul Halley, fut commercialisé à ce moment-là. Le premier lecteur de SA-CD capable de lecture multicanal fut le Philips SACD-1000, lancé en avril 2001 pour 1999 dollars.
Royal Philips Electronics et Crest Digital se mettent en partenariat en mai 2002 afin de monter la première ligne de production de disques hybrides SA-CD aux États-Unis, dotée d'une capacité de production annuelle de trois millions de disques, rapidement suivie par la construction d'une autre usine par Sony/RCA. Mais ces deux sites ne parvinrent pas à concurrencer leurs rivaux autrichien et japonais, et durent fermer sous le coup de l'échec commercial du format.

## Caractéristiques

### Scarlet Book
Le Scarlet Book (en français : « livre écarlate »), cahier des charges du SA-CD faisant partie de l'ensemble de normes Rainbow Books, spécifie l'ensemble des particularités propres au SA-CD. Nombre d'entre elles sont techniquement détaillées dans les parties de cet article concernées. Pour leur listage officiel, voir l'article dédié.

### Disque

#### Particularités physiques

Schéma comparatif du laser d'un disque compact et d'un Super Audio CD.

Tout comme le CD et le DVD, le Super Audio CD comporte des données matérialisées sous forme d'encoches numériques gravées dans une galette plastique de polycarbonate. La face gravée est ensuite couverte d'une fine pellicule d'aluminium pulvérisée par spray, puis laquée. Les encoches, lues par un dispositif optique laser, forment une spirale partant du centre du disque et allant s'élargissant vers son bord, occasionnant un ralentissement de la rotation du disque au fil de la lecture. Un CD démarre à 500 tr/min (tours par minute) et termine à 200 tr/min, soit une vitesse linéaire de 1,21 mètre par seconde, tandis que le SA-CD démarre à 600 tr/min et termine à 300 tr/min, soit une vitesse linéaire de 3,49 mètres par seconde.
La densité de gravure des données du Super Audio CD est identique à celle du DVD – si le format de données est différent, le disque est de conception identique : la galette présente une épaisseur de 1,5 mm (1,2 mm pour le CD, qui n'a qu'une seule couche de données) et 120 mm de diamètre (toutefois il n'existe pas de Super Audio CD de 80 mm de diamètre, contrairement au mini-CD). Sa capacité de stockage est également identique à celle du DVD (4,7 gigaoctets), et il nécessite le même rayon laser pour sa lecture (longueur d'onde 650 nm, voire 635 nm pour certains modèles de lentilles laser, et ouverture numérique 0,6, diamètre du spot laser 650 nm), soit un rayon à la fois plus fin et légèrement plus orangé que le rayon laser classique utilisé pour la lecture des disques compacts, situé à la limite entre le rouge et l'infrarouge (longueur d'onde 780 nm, ouverture numérique 0,45, diamètre du spot laser 1,02 µm).
D'autres caractéristiques diffèrent totalement de celles du CD, comme la largeur des encoches numériques gravées, qui est de 400 nm (500 nm pour le CD), leur longueur minimale de 400 nm (833 nm pour le CD), aussi bien que l'écart de piste de 0,74 µm (1,6 µm pour le CD). Entre autres, le débit de lecture de données en lecture normale (1x) est de 16,934 4 mégabits par seconde pour un Super Audio CD, contre 1,411 2 mégabits par seconde pour un CD.
Le débit du SA-CD est donc un dénominateur entier du débit CD, ce qui facilite les conversions d'échantillonnage vers le bas pour les DSD-CD ou pour la couche CD d'un disque hybride : en effet, le nombre de bits par seconde sur un canal du Super Audio CD (2 822 400) est le double du nombre total de bits par seconde des deux canaux réunis d'un CD (44 100 échantillons × 16 bits par échantillon × 2 canaux = 1 411 200 bits).
Comme visible ci-contre, la première couche d'un Super Audio CD rencontrée par un rayon laser est la couche haute densité, conçue à base de silicone de sorte à être transparente pour les faisceaux laser de lecteurs CD (de longueur d’onde 780 nm). En effet, celle-ci se situe à seulement 600 µm de la lentille, et le rayon laser de longueur d’onde 780 nm, réglé pour être focalisé sur une distance de 1,2 mm (soit le double), la traverse et ne peut la lire.
Contrairement au DVD, le Super Audio CD n'est pas soumis aux restrictions juridiques par codage de zone (régions géographiques). Un Super Audio CD est donc lisible par tout lecteur (compatible) Super Audio CD, quelle que soit l'origine.

#### Fabrication
Seules deux usines sont actuellement[Quand ?] agréées à la fabrication des galettes Super Audio CD : la première se trouve à Shizuoka (Japon), et la seconde à Salzbourg (Autriche). Deux usines supplémentaires existaient aux États-Unis, principalement dédiées à la création de disques Super Audio CD dont les masters provenaient du même pays et destinés au marché américain. Il s'agissait de la Sony/RCA à Terre Haute (État de l'Indiana) et de Crest National (Californie). Toutes deux ont fermé pour centraliser la fabrication des disques sur les deux sites précédemment mentionnés, dont l'espacement géographique permet de desservir les deux hémisphères du globe. Malgré la fermeture du site californien, Crest National assure toujours la fabrication de SA-CD, à petite échelle et sur commande.
La première étape, le prématriçage, correspond à la transcription des informations sur une bande multipistes, en passant par une phase de correction d'erreurs, et d'exploitation des fichiers depuis les formats DFF ou DSF dont ils proviennent à la suite de leur formatage par les studios d'enregistrement. On y ajoute ensuite des métadonnées et, facultativement si le programme est stéréophonique mais obligatoirement s'il est multicanal, les fichiers DFF ou DSF sont transformés en fichiers DST pour appliquer une compression sans pertes. Le but essentiel du prématriçage est le calcul du Code Détecteur et du Code Correcteur. Ces codes sont contenus sur 16 octets accolés aux données (voir plus bas) d’informations plus des informations de synchronisation et d’en-tête. Ce procédé permet de prévenir les erreurs de transmission. Une fois cette étape passée, il n’y a plus aucune modification des données à inscrire.
La création du disque matrice, appelé aussi matrice de verre, est ensuite effectuée. Elle consiste à l'impression des données sur un disque de verre. Le point de départ du disque matrice est une vitre fortement polie, dont les caractéristiques de surface ressemblent de près à un miroir astronomique. Cette plaque de verre est couverte d’un substrat DVD de 0,6 mm d'épaisseur sensible à la lumière, appelé résine photosensible. La couverture de la plaque par un procédé de rotation (dépôt par centrifugation) assure une couche absolument plane et uniforme de 120 nm d’épaisseur. C’est l’épaisseur de cette couche qui détermine la profondeur moyenne des creux, celle-ci étant sujette à variation (voir PSP ci-après). L’inscription des données est effectuée selon le même principe qu'un graveur d'ordinateur : grâce à un appareil émettant un rayon laser qui est activé et désactivé suivant le flux des bits, la couche photosensible de la plaque de verre est marquée. L'horloge du contrôleur de ce laser est généralement cadencée par un oscillateur piézoélectrique à quartz comme pour la création du CD ou du DVD, mais elle peut également fonctionner au rubidium pour une précision bien plus grande. Le disque de verre est ensuite placé dans un bain de développement où il est traité avec la solution SnCl2. Les emplacements altérés par le rayon sont lavés faisant ainsi apparaître les premiers creux. Après séchage du disque matrice suit l'argenture : c'est la vaporisation sous vide d’une fine couche d'argent de 100 nm. À cet effet on utilise une solution de nitrate d'argent, de soude, d'ammoniaque et de sucre (ou de formaldéhyde) soumise à la réaction de Tollens. Passé ce stade, le disque matrice est lisible par un lecteur spécial qui permet de contrôler la qualité de l’enregistrement.
La galvanisation intervient ensuite : c'est une opération qui crée la matrice de production à partir de la matrice de verre. La matrice de verre est plongée dans un bain de galvanisation comportant une anode de nickel. La couche argentée de la matrice de verre est transformée en cathode. Le courant ainsi créé entraîne un déplacement des ions de nickel sur l’anode, couvrant peu à peu la plaque de verre d’une couche de nickel. La séparation de la couche de nickel de son support de verre amène la destruction de ce dernier. Si à ce stade de l’opération les normes de qualité ne sont pas respectées, tout le processus précédent est à refaire. La couche de nickel, copie tirée directement de la matrice de verre, est nommée original ou « copie père » : c’est une reproduction en négatif de l’original. Pour éviter une perte de cet original, on en fait une copie appelée « copie mère », qui sert ensuite à tirer les sous-matrices. Les sous-matrices sont, comme l’original, des négatifs et servent à imprimer les données sur les disques en plastique pendant leur fabrication. Elles sont perforées au centre et polies à l’endos. La qualité du dos de la matrice a une grande influence sur le bruit qui sera perçu par les photorécepteurs des lecteurs de SA-CD. La rugosité moyenne maximale est de 600 nm. Comme l’air, la propreté de l’eau est importante pour la qualité finale du produit.
La fabrication en série des SA-CD peut se faire par moulage, ou par injection pressurisée. Le premier principe consiste en l’injection du plastique liquide dans la matrice ; le second a pour principe l’impression des cuvettes dans le disque encore chaud par pressage. Le polycarbonate a été retenu dans la conception des SA-CD pour avoir déjà fait ses preuves avec le CD et le DVD : pureté optique, transparence et indice de réfraction constant. Il existe même un polycarbonate SHM (voir plus bas) à la pureté accrue. Les disques ainsi obtenus voient leur face marquée par les données, puis métallisée par une couche d’aluminium de 40 à 50 nm. Pour ce faire, l’aluminium est atomisé dans un espace sous vide, et se dépose lentement sur le disque. L’atomisation est obtenue par réchauffement, ou à froid, par un procédé de pulvérisation cathodique. La couche d’aluminium ainsi déposée est enfin protégée par l’application d’un vernis protecteur, à l’aide du procédé de dépôt par centrifugation. Le vernis devient ainsi une couche uniforme de 10 µm d’épaisseur.
Pour ce qui est des disques hybrides, la structure des deux couches obéit à la même spécification que pour les deux couches d'un DVD type DVD 9, tandis que leur procédé de jonction obéit à la spécification du DVD 5 (l'espacement de 50 µm entre les couches du DVD 9 étant trop étroit). La couche haute densité qui contient les données DSD, décrite plus haut comme la première rencontrée par un rayon laser, est ainsi trop proche pour que le rayon laser 780 nm de lecture CD puisse la lire, et sa composition à base de silicone en fait un filtre chromatique qui empêche cette longueur d'onde d'être réfléchie de toute façon. Ainsi, tout en étant transparente au laser CD, la couche HD peut être lue à la longueur d'onde 650 nm du laser SA-CD.
Avant conditionnement, une étiquette est imprimée sur le vernis par le principe de la sérigraphie.

#### Protection anticopie
Parmi les mesures de sécurité du Super Audio CD, on trouve notamment le PSP ou Pit Signal Processing (pit signifiant « fosse » ou « fossé » en français, dans le contexte d'un disque numérique il se traduit par « encoche »), une empreinte physique qui consiste en une modulation de profondeur des encoches du disque (les données, elles, sont stockées dans la « longueur » des encoches comme sur un disque compact). Le capteur optique doit être doté un circuit spécial afin de la détecter et l'interpréter, puis est comparé avec les informations sur le disque afin de s'assurer de sa validité (il s'agit donc d'un chiffrement à double clé). Bien que la majorité des lecteurs DVD, DVD-Audio et DVD-ROM puissent théoriquement lire les données d'un Super Audio CD (même galette, même densité de gravure et laser de lecture), ils ne peuvent les interpréter puisqu'ils ne sont pas équipés du circuit d'analyse du PSP, et ne les reconnaissent donc pas.
Le PSP présente un problème déjà identifié à l'époque du CD : du fait de la modulation de huit à quatorze (Eight-to-Fourteen Modulation ou EFM) utilisée pour encoder les informations sur le CD lors de sa création (procédé repris pour la création du SA-CD), les encoches et les espaces entre elles ne peuvent varier en longueur que sur un facteur de trois à onze. Bien que ces variations ne se soldent presque jamais par une valeur intègre autre (et n'ont donc aucun impact sur les données audio), ces variations sont connues pour causer de la gigue ou jitter (anglicisme), c'est-à-dire une variation temporelle pouvant être perçue comme une incohérence. De telles erreurs peuvent également apparaître du simple fait du moulage des matrices de verre et des injections de plastiques lors de la fabrication, qui ne sont pas des procédés parfaits.
Cette gigue peut logiquement être aussi causée par la variation de la profondeur des encoches : le laser n'est pas réfléchi avec la même immédiateté suivant la profondeur de l'encoche lue. Ces décalages sont tout à fait infimes mais très nombreux du fait que des millions d'encoches sont lues chaque seconde : leur cumul peut donc causer des fluctuations temporelles perceptibles à l'oreille humaine et affecter tangiblement les transitoires (rapidité de passage d'un signal d'un état à un autre). La gigue floue alors la représentation sonore et augmente le bruit dans les hautes fréquences. Pour pallier cela, un contrôle très précis de la profondeur et de la longueur des encoches au moulage de la matrice est imposé dans le système PSP. Ce contrôle permet de réduire la gigue par deux, et potentiellement davantage. Selon Sony et Philips, cette réduction fait retomber le taux de gigue plus bas que la normale et augmente donc la qualité sonore.
Le PSP est également utilisé pour « imprimer » en relief un filigrane dans le moulage de la face de données de certains disques.

#### Organisation des données
Comme pour le CD, le Super Audio CD comprend des secteurs de données décodés par paquets de 2 ko (soit précisément 2 048 octets) agrémentés de codes correcteurs. Comme pour le CD également, ces secteurs sont soumis par paquets de seize au code de correction Reed-Solomon (également appelé code C.I.R.C.) et sont tripartites : ils comprennent une zone d'entrée, une zone de données et une zone de sortie.
Un secteur de données d'un SA-CD occupe au total 2 064 octets. Là où le CD utilise 288 octets de code correcteur, le SA-CD en utilise donc seulement 16 :
- 4 octets d'identification, incluant des informations secteur telles que le type de secteur, méthode de traçage, réflectivité, type de zone et type de donnée ;
- 2 octets de détection d'erreur spécialement dédiés à protéger l'identification susmentionnée ;
- 4 octets de code pour la détection d'erreur ;
- 6 octets réservés[16].

### Lecteur
Il existe une grande variété de lecteurs de Super Audio CD (cf. la section « Aspects commerciaux » pour les statistiques). Certains décodent exclusivement le programme stéréophonique, dont les tout premiers lecteurs, étant donné que le format lui-même n'intégra de programme multicanal qu'à partir de 2001.
Un grand nombre d'entre eux sont aujourd'hui capables de décodage multicanal, mais seul un petit nombre de ceux-ci sont conçus comme « lecteurs universels », c'est-à-dire capables de lire également des DVD, DVD-Audio, voire disques Bluray et autres formats numériques (DivX, MP3, WAV, etc.). Les enjeux commerciaux fixent généralement la décision des constructeurs de rendre un lecteur de Super Audio CD universel ou non, tandis que des enjeux audiophiles sont le moteur de constructeurs tels que Denon ou Marantz, réputés pour leurs platines stéréo uniquement, mais d'un standing tant qualitatif que luxueux, équipées de transformateurs toriques, de châssis anti-vibrations et de moteurs de lecture ultra-précis, de circuits haut-de-gamme aux composants supérieurs et de connecteurs RCA (parfois même XLR) plaqués or.
Le cahier des charges du Super Audio CD spécifie qu'en tous les cas, un lecteur de SA-CD doit être équipé d'une lentille faite de verre optique et doit être rétrocompatible avec le format Redbook PCM du disque compact.
Hormis la nécessité d'un circuit de décodage dédié au SA-CD, dénué de décimateur, ainsi qu'une vitesse de lecture démarrant à 600 tr/min (au lieu de 500 tr/min pour le CD), le principe du lecteur est relativement identique à celui d'un lecteur de CD classique. Le décodage du code DSD est détaillé dans la section ci-après.

### Format DSD

Logo du format DSD.

Comparaison entre le codage LPCM et DSD.

Le Super Audio CD utilise une technique de numérisation Sigma-Delta appelée DSD (Direct Stream Digital) à très haute fréquence d’échantillonnage de 64 fs (« fs » signifiant Frequency Sampling, soit la fréquence de base utilisée à but comparatif. Ici, 1 fs = échantillonnage CD = 44100 Hz). Cet échantillonnage est fixé à 2 822 400 bits par seconde, et quantifié sur 1 bit unique, ce qui autorise une bande passante allant jusqu’à 80 kHz voire 100 kHz et une plage dynamique de 120 dB ; elle est donc bien supérieure à celle recommandée par le théorème d’échantillonnage de Nyquist-Shannon[réf. nécessaire].
Pour accroître la capacité d’enregistrement du Super Audio CD, le flux audionumérique subit une compression sans perte appelé DST (Direct Stream Transfer) autorisant jusqu’à 80 minutes par programme haute définition si stéréo et multicanal sont combinés sur le même disque, et jusqu'à 256 minutes d'enregistrement stéréophonique (contre seulement un peu plus de deux heures sans la compression).
Le Super Audio CD utilise le mise en forme de bruit (noise shaping), ou mise en forme du bruit de quantification, qui permet de repousser les bruits de quantification dans les gammes de fréquences situées en dehors des sons audibles par l'oreille humaine,. Les concepteurs du SA-CD, partant du principe que le filtrage susmentionné est une lacune du CD, ont fixé le DSD à un haut taux d'échantillonnage et son principe de modulation permet avec un simple filtre du premier ordre (6 dB/octave) de ne pas « écraser » les harmoniques.

### Comparaisons avec le CD-DA
|                             | CD-DA (Compact Disc Digital Audio)                                                                                 | SA-CD |
| --------------------------- | --- | --- |
| Format                      | 16 bit PCM | 1 bit DSD |
| Fréquence d'échantillonnage | 44 100 Hz | 2 822 400 Hz |
| Plage dynamique             | 96 dB | 120 dB sur toute la plage de fréquences |
| Gamme de fréquence          | 20 Hz à 20 kHz | 20 Hz à 50 kHz en général, jusqu'à 100 kHz avec certains lecteurs |
| Capacité du disque          | 70 min en stéréo, à la vitesse normale de lecture du CD de 1 411 kbps : donc 741 Mo (707 Mio).                     | 70 min en six canaux, à l’aide d’une couche compatible super audio CD : pile 12,00 fois plus de débit que le CD (16,9 Mbps), et s’ajoute 70 min de son deux canaux d’une couche compatible CD. Donc au total : 9,63 Go dont 8,89 Go pour le son six canaux. 17,78 Go est la plus grande capacité d’un super audio, car constitué de deux couches super audio. |
| Stéréo                      | Oui | Oui |
| Son multicanal              | Non | Oui |
| Durée de lecture maximale   | 80 (majorité des disques du commerce), ou 90 ou 100 minutes (majoritairement CD-R). Pas de compression de données. | Si stéréo uniquement, jusqu'à approximativement deux heures sans compression DST (60 min : total 3,18 Go dont 2,54 Go de stéréo super audio), et jusqu'à 290 min (artificiellement fixé à 256 min) avec compression DST. Si stéréo et multicanal (compression DST obligatoire), jusqu'à 74 min,, mais certains disques parviennent à atteindre 90 min. La durée de la couche CD hybride est limitée selon les critères Red Book. Le débit du super audio stéréo : pile quatre fois plus de débit (5,64 Mbps) que la stéréo CD. |

## Types et formats

### Types

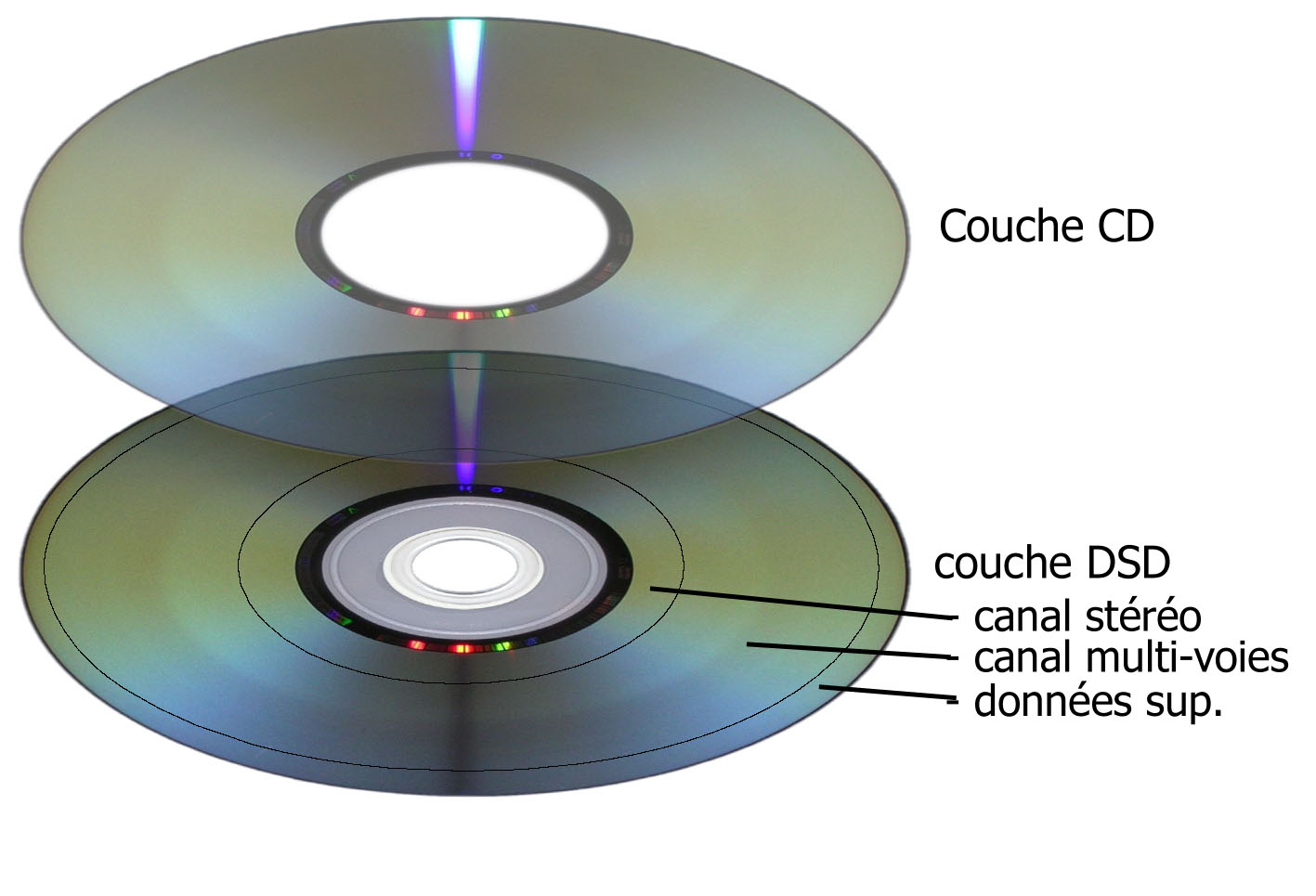
Détails des couches.

Il existe trois formats de Super Audio CD possibles :
- Le disque hybride : le plus largement distribué des types de SA-CD, il est doté de deux couches : la première (la plus profonde) peut être lue sur une platine CD standard ; elle contient un signal audionumérique stéréo codé en LPCM ((en)Linear Pulse Coded Modulation ou modulation d’impulsions codées linéairement). La seconde couche de haute densité (type DVD) peut accueillir un flux audionumérique de type DSD et des données auxiliaires (textes, images, etc.). Le programme multicanal sur la couche haute densité n’étant pas systématique, un SA-CD hybride peut ne comporter qu'un programme stéréophonique sur les deux couches ;
- Le disque simple couche HD (haute densité) : uniquement lisible sur un lecteur compatible Super Audio CD, il comprend un mixage stéréo et (facultativement) un mixage multicanal à 3, 4, 5 ou 6 canaux ;
- Le disque double couche HD (haute densité) : uniquement lisible sur platine compatible Super Audio CD, c'est un disque à deux faces haute densité. Les possibilités sont multiples ; il peut permettre un mixage sans compression DST d'une œuvre très longue sur un seul disque en multicanal ou en stéréo, occupant les deux couches ; soit un mixage sans compression DST en stéréo sur la première couche, et en multicanal sans compression DST sur la seconde. Ce type de Super Audio CD est relativement rare, les éditeurs préférant plutôt la solution du double disque.

### SHM SA-CD
En juin 2010, Universal Japan adapte le format SHM CD (Super High Material Compact Disc, concurrent du DSD CD, du HDCD et du Blu-spec CD), créé conjointement avec JVC, en SHM SA-CD, entièrement compatible avec toute platine de lecture Super Audio CD. Le SHM SA-CD bénéficie de matrices mères (« patron » ou « négatif » en verre sur lequel sont moulés les disques) gravées selon une fréquence d'horloge cadencée au rubidium, d'une précision supérieure à celle des oscillateurs piézoélectriques classiques à quartz et égalant presque celle du césium pour un moindre coût.
Selon des ingénieurs du son, les possibilités de restitution du SA-CD, ainsi que sa définition sonore, s'en retrouvent augmentées, et de nombreux mélomanes et audiophiles apprécient grandement la philosophie de remastérisation par transfert plat qui accompagne la collection (l'enregistrement studio source est converti directement, c'est-à-dire sans égalisation ni compression ou autre procédé de transformation du son).
La totalité des SHM SA-CD étant édités par Universal Japan à l'heure actuelle, ceux-ci sont fabriqués exclusivement dans l'usine de Shizuoka. Étant donné qu'ils sont tous en stéréo uniquement, ils n'ont aucunement fait l'objet d'une compression sans pertes DST, autorisant au disque une durée maximale légèrement supérieure à deux heures, mais une telle durée est rarement exploitée (l'album Songs in the Key of Life de Stevie Wonder est un des quelques exemples effectifs avec une durée de 105 minutes ou 1 heure 45, à l'origine séparé en deux parties sous la forme de deux disques vinyle puis deux disques compacts, réunis en un seul SHM SA-CD).

### DSD-CD
Un DSD-CD est un disque compact conventionnel (donc lisible par n'importe quel lecteur de CD du marché) issu par conversion d'un master réalisé en DSD (DSD → PCM), lui permettant d'avoir une meilleure définition qu'avec un master habituel d'origine PCM (PCM → PCM). Il est fréquent que l'on rafraichisse ce résultat au moyen d'un processeur Sony SBM (Super Bit Mapping) spécialement adapté pour ces conversions DSD : il s'agit du Super Bit Mapping Direct. Il convient de noter que cette technologie est toujours employée dans le cas d'un Super Audio CD hybride, car la couche disque compact est en soi un DSD-CD, étant systématiquement réalisée à partir du master DSD utilisé pour la couche haute définition du même disque.

## Rivalités commerciales

### Vue du côté PCM
L'argument principal de ses détracteurs en faveur du PCM est qu'un codage sur un bit unique échantillonné à hauteur de 2,822 4 MHz aboutit à une plage dynamique de 120 dB, tandis que la quantification en 24 bits du PCM (théoriquement de 144 dB) du DVD-A aboutit à une plage dynamique de 126 dB ; et ce, en dépit du fait que le débit de données du DVD-A (13,824 mégabits par seconde sur six canaux échantillonnés à 96 kHz et quantifiés sur 24 bits) soit inférieur à celui du Super Audio CD (16,934 4 mégabits par seconde sur six canaux).
En outre, les hautes fréquences pouvant être restituées par le SA-CD sont jugées inutiles car inaudibles à l'oreille humaine, et non reproductibles par des enceintes conventionnelles (à l'exception, rare, de celles qui sont équipées de super-tweeters).
Les premières générations de lecteurs SA-CD par Sony et Philips employaient des algorithmes de multiplication de 1 bit en 3-5 bits pour permettre le filtrage passe-bas, détruisant l'intégrité sonore.

### Vue du côté DSD
Des ingénieurs font remarquer que la grande majorité des convertisseurs numérique-analogique modernes utilisent en leur cœur une architecture sigma-delta qui effectue une conversion PCM en DSD superflue. Il est également défendu que les premières générations de convertisseurs sigma-delta ont rapidement été remplacées par d'autres qui ne créent pas de retour numérique-analogique-numérique dans la boucle de filtrage.

### Tests comparatifs
La Audio Engineering Society procède en 2007 à des comparaisons en double aveugle et n'a pas noté de différence,. Selon d'autres auteurs, les tests en aveugle montrent que les disques audio haute résolution seraient jugés de qualité supérieure car les ingénieurs auraient plus de liberté pour leur réalisation en ce sens ; il n'y aurait, selon eux, pas de relation entre l'augmentation de la résolution et de la bande passante et la qualité perçue. Dans l'hypothèse où la différence de qualité serait due aux fréquences plus élevées reproduites par les formats DVD-A et SA-CD par rapport au CD, DAT et émission radio numérique (limités en dessous de vingt kilohertz), les auteurs pensent qu'il serait nécessaire d'approfondir les essais dans différentes conditions et avec de nombreux sujets pour examiner véritablement et sérieusement ces questions, notamment des sujets audiophiles, dont l'ouïe est exercée à différencier un son exempt de distorsions et micro-défauts d'un son « impur ».

## Aspects commerciaux
La campagne commerciale qui a accompagné le lancement du format a mis en avant, outre ses qualités sonores, la compatibilité avec le format CD Audio, moyennant un renouvellement d’équipement limité à la source numérique dans une chaine Hi-fi stéréophonique. Par la possibilité qu’il donne d'un « son spatialisé » (multicanal), le Super Audio CD permet aux éditeurs de phonogrammes de rééditer totalement leur catalogue auprès des amateurs. Des artistes comme Genesis, Elton John, Bob Dylan, Dire Straits, Pink Floyd ou les Rolling Stones ont en effet toujours travaillé, en studio, sur des bandes allant de 8 à 64 pistes, parfois 96 pistes pour leurs œuvres les plus récentes, et il est donc très facile de les rééditer en multicanal, transformant en marché d’équipement un marché qui n’était jusqu’alors que de renouvellement. La musique classique, surtout symphonique, peut également de cette façon toucher toute une nouvelle catégorie d’auditeurs, à la recherche d'une restitution sonore au plus proche du rendu spatial d'une salle de concert. Enfin, ce qui n’est pas négligeable, le marché du disque n’a plus de risque de souffrir de la diffusion radiophonique des œuvres, tant que la radio reste limitée à la seule stéréophonie. Le DSD est par ailleurs protégé par un système anti copie pour un rendu identique. Récemment, l'arrivée sur le marché de matériel Hi-fi de qualité (amplificateur AV et système acoustique 5.1) permet, à moindre coût, de profiter des enregistrements multicanaux.
Pourtant, le Super Audio CD a peu percé. Il est souvent considéré par les audiophiles à la fois comme une réussite technique et un échec commercial. Peu de références, bien qu'insignes, ont été éditées sous ce format en raison de la faible demande. Son catalogue ne comportait d'ailleurs que 4 651 titres au bilan de 2006 au seul Royaume-Uni (tandis que plus de 26 000 CD sont sortis la même année), et en 2016 quelque 11 700[réf. nécessaire].
Bien que le consommateur commun soit peu intéressé par le Super Audio CD, le format poursuit un développement timide mais stable dans le monde audiophile, et constitue donc désormais un marché de niche, entre autres en musique classique.
Cet échec a plusieurs raisons. Comme il a été vu plus haut (cf. la section « Guerre de formats »), le Super Audio CD est apparu en concurrence avec le format DVD-Audio de Panasonic, lequel n'a pas eu un grand succès non plus (ce dernier est aujourd'hui si peu édité qu'il est considéré comme format éteint par les audiophiles, bien que les constructeurs n'aient formulé aucune annonce officielle à ce sujet). Tandis que de grandes compagnies comme Warner n'ont soutenu que le DVD-A dans le domaine de la musique en haute définition, Sony et Philips n'ont soutenu que le SA-CD. Une guerre de formats s'est ensuivie, mais les deux ici concernés proposant à peu près les mêmes avantages à l'estime et aux oreilles du commun, aucun format ne s'est détaché et n'a percé chez le grand public.
Comme le DVD-A, il implique un renouvellement du matériel pour bénéficier du son multicanal, le rendant ainsi plus onéreux que pour la simple stéréophonie. De plus, pour bénéficier pleinement du son haute définition, une installation Hi-fi pointue est nécessaire, quand il ne faut pas radicalement modifier la salle d'écoute afin de satisfaire aux critères d'une acoustique audiophile (contrôle de la réflexion des sons sur les parois, symétrie de la pièce vis-à-vis de l'équipement pour le respect des phases…) ;
Sa couverture promotionnelle et médiatique a été presque inexistante, si bien qu'en 2013 seuls 56 constructeurs de lecteurs de disques optiques proposent des lecteurs de Super Audio CD, et il arrive même souvent que l'acheteur d'un Super Audio CD hybride l'acquiert en croyant acheter un simple CD, et encore plus souvent sans savoir même ce qu'est un Super Audio CD. De plus, il est à contre-courant d'une tendance récente ; loin d'exiger de la musique de plus haute qualité, de nombreux consommateurs (et notamment les jeunes consommateurs) ont, durant la décennie 2000, privilégié les lecteurs portables bien plus petits que les disques eux-mêmes, utilisant de la musique compressée (le plus souvent en MP3) avec une perte notable de qualité, même comparée au CD (qui se vend conséquemment de moins en moins), jugée rédhibitoire par certains mais vraisemblablement plébiscitée par la majorité. En 2006, plus de quatre millions de titres basse qualité en MP3 ont été téléchargés dans le monde.
Si le Super Audio CD n'a pas réussi à s’imposer commercialement pour le son multicanal — par exemple sur le marché grand public, son intégration dans la console grand public PlayStation 3 a été abandonnée en 2007 car le coût de celle-ci était trop élevé et la grande majorité des lecteurs Blu-ray ne lisent pas les Super Audio CD —, il reste cependant un choix de qualité pour les mélomanes et les audiophiles, en témoignent les éditions disponibles sur le marché phonographique,,.
Il a été établi en 2007 que seulement deux millions de Super Audio CD avaient été vendus l'année précédente, tandis que le CD qu'il était censé remplacer s'était vendu à 1,7 milliard de copies sur la même période. De même, seuls treize millions de lecteurs de Super Audio CD avaient été produits par seulement 56 marques depuis le lancement du format.